# Glenn Surgeloose
Glenn Surgeloose (Gante, 4 de septiembre de 1989) es un deportista belga que compite en natación, especialista en el estilo libre.
Ganó tres medallas en el Campeonato Europeo de Natación, en los años 2014 y 2016, y una medalla de bronce en el Campeonato Europeo de Natación en Piscina Corta de 2015.
Participó en tres Juegos Olímpicos de Verano, entre los años 2008 y 2016, ocupando el sexto lugar en Río de Janeiro 2016, en la prueba de 4 × 100 m libre.

## Palmarés internacional
| Campeonato Europeo                  | Campeonato Europeo    | Campeonato Europeo | Campeonato Europeo |
| Año                                 | Lugar                 | Medalla            | Prueba             |
| ----------------------------------- | --------------------- | ------------------ | ------------------ |
| 2014                                | Berlín (Alemania)     | Medalla de bronce  | 4 × 200 m libre    |
| 2016                                | Londres (Reino Unido) | Medalla de plata   | 4 × 200 m libre    |
| 2016                                | Londres (Reino Unido) | Medalla de bronce  | 4 × 100 m libre    |
| Campeonato Europeo en Piscina Corta |                       |                    |                    |
| Año                                 | Lugar                 | Medalla            | Prueba             |
| 2015                                | Netanya (Israel)      | Medalla de bronce  | 200 m libre        |